# Sur le fil des 4000
Pour les articles homonymes, voir Sur le fil.
Sur le fil des 4000 est un film documentaire de Gilles Chapaz, qui retrace la dernière cordée du duo d'alpinistes Patrick Berhault et Philippe Magnin. Ce film posthume a été monté après la disparition de Patrick Berhault, survenue au cours de l'expédition le 28 avril 2004.
L'objectif de la cordée était d'effectuer l'ascension des 82 sommets de plus de 4 000 mètres d'altitude des Alpes, en effectuant les parcours de liaisons à pied, à ski ou à vélo. Le tout à la fin de l'hiver et au début du printemps.
Ils sont partis le 1er mars 2004, de Saint Christophe en Oisans. Le film nous montre en image cette aventure alpine, d'où est exclu l'esprit de compétition, pour faire place au simple plaisir d'être en montagne.